# Uma Mente Brilhante
A Beautiful Mind (bra/prt: Uma Mente Brilhante) é um filme estadunidense de 2001, do gênero drama biográfico, dirigido por Ron Howard para a Universal Studios e DreamWorks, com roteiro de Akiva Goldsman baseado no livro A Beautiful Mind: A Biography of John Forbes Nash, Jr., Winner of the Nobel Prize in Economics, 1994, de Sylvia Nasar, que conta a história do matemático John Forbes Nash e sua luta contra a esquizofrenia.

## Elenco
- Russell Crowe.... John Forbes Nash Jr.
- Jennifer Connelly.... Alicia Lopez-Harrison de Ladré
- Ed Harris.... William Parcher
- Paul Bettany.... Charles
- Adam Goldberg .... Sol
- Vivien Cardone .... Marcee
- Judd Hirsch .... Helinger
- Josh Lucas.... Hansen
- Anthony Rapp .... Bender
- Christopher Plummer.... Dr. Rosen
- David B. Allen .... John Nash Jr. (13 anos)

## Sinopse

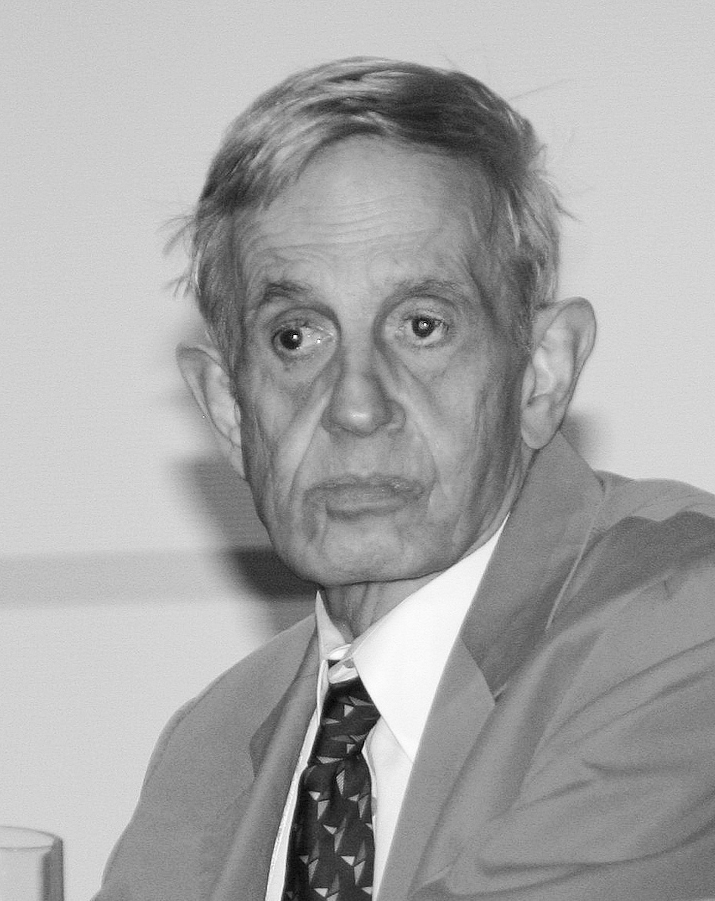
John F. Nash. Norte-americano matemático em um simpósio sobre teoria dos jogos na Universidade de Cologne, Alemanha.

John Nash é um matemático prolífico e de pensamento não convencional, que consegue sucesso em várias áreas da matemática e uma carreira acadêmica respeitável. Após resolver na década de 1950 um problema relacionado à teoria dos jogos, que lhe renderia, em 1994, o Prêmio de Ciências Econômicas em Memória de Alfred Nobel (não confundir com o Prêmio Nobel), Nash se casa com Alicia. Após ser chamado a fazer um trabalho em criptografia para o governo dos Estados Unidos, Nash passa a ser atormentado por delírios e alucinações. Diagnosticado como esquizofrênico, e após várias internações, ele precisará usar de toda a sua racionalidade para distinguir o real do imaginário e voltar a ter uma vida normal assim como seus amigos.

## Produção

### Desenvolvimento
Uma Mente Brilhante foi o segundo filme que trata sobre a esquizofrenia que Ron Howard planejou dirigir. O primeiro, Laws of Madness, teria sido baseado na história real de Michael Laudor, que, apesar de sofrer com a esquizofrenia, conseguiu se graduar da Yale Law School. Ron Howard adquiriu os direitos para adaptar a vida de Michael Laudor aos cinemas por 1,5 milhão de dólares americanos em 1995 e Brad Pitt foi cogitado para o papel do protagonista. Entretanto, após Laudor matar sua noiva em 1998 durante um ataque psicótico, os planos para o filme foram cancelados.
Depois do produtor Brian Grazer ler um trecho do livro de 1998 A Beautiful Mind de Sylvia Nasar na revista Vanity Fair, ele adquiriu os direitos para a produção de um filme. Mais tarde, Grazer contou que diversos diretores famosos entraram em contato para participar do projeto, mas Grazer levou a ideia para seu parceiro de longa data, Ron Howard.
Grazer escolheu Akiva Goldsman como o roteirista. Goldsman escreveu o roteiro com a ideia de que o espectador não entendessem que estavam assistindo a uma realidade alternativa até um determinado ponto do filme. Grazer pediu para que, no roteiro, o amor de Nash por Alicia fosse enfatizado.
Dave Bayer, um professor de matemática na Barnard College. Universidade Columbia, foi consultado acerca das equações matemáticas que aparecem no filme. Na cena em que Nash precisa dar uma aula de cálculo e dá, como tarefa, um problema complicado para manter seus alunos ocupados, Bayer escolheu um problema fisicamente impossível, mas matematicamente rico. Bayer fez uma pequena participação especial no filme como um professor que coloca sua caneta na mesa de Nash perto do fim do filme.

### Trilha sonora
A partitura original e as 16 músicas foram produzidas e compostas por James Horner. 

## Imprecisões históricas
A narrativa do filme difere consideravelmente dos eventos reais da vida de Nash. O filme tem sido criticado por isso, mas os criadores do filme alegaram que nunca pretenderam contar literalmente a vida de Nash.
Uma dificuldade foi a representação de sua doença mental e a tentativa de encontrar uma linguagem visual do filme para exprimir isso. Sylvia Nasar disse que os criadores do filme "inventaram uma narrativa que, embora longe de ser literal, é fiel ao espírito da história de Nash". Nash passou seus anos entre Princeton e o MIT como consultor da RAND Corporation na Califórnia, mas no filme ele é retratado como tendo trabalhado para o Departamento de Defesa no Pentágono. Seus mentores, tanto da faculdade quanto da administração, tiveram que apresentá-lo a assistentes e estranhos.[carece de fontes?] O documentário A Brilliant Madness, da PBS, procurou retratar sua vida com precisão.
Poucos personagens do filme, além de John e Alicia Nash, correspondem diretamente a pessoas reais. A discussão do equilíbrio de Nash foi criticada como excessivamente simplificada. No filme, Nash sofre alucinações esquizofrênicas enquanto está na pós-graduação, mas na vida real ele não teve essa experiência até alguns anos depois. Nenhuma menção é feita aos casos homossexuais de Nash na RAND, que são destaque na biografia; embora tanto Nash quanto sua esposa neguem que isso tenha ocorrido. O filme não mostra que Nash teve um filho fora do casamento, John David Stier (nascido em 19 de Junho de 1953), por Eleanor Agnes Stier (1921–2005), uma enfermeira que ele abandonou quando ela lhe contou sobre sua gravidez. O filme não inclui o divórcio de John com Alicia em 1963 e passa a impressão errônea de que eles sempre foram casados. Só depois de Nash ganhar o Prêmio Nobel em 1994 é que eles renovaram seu relacionamento. Mas é fato que a partir de 1970, Alicia permitiu que ele morasse com ela como pensionista. Eles se casaram novamente em 2001 e morreram em 2015, vítimas de um acidente de trânsito.
Nash é mostrado se juntando ao Wheeler Laboratory no MIT, mas não existe tal laboratório. Em vez disso, ele foi indicado como instrutor do C. L. E. Moore no MIT. A tradição da cerimônia das canetas em Princeton mostrada no filme é completamente fictícia; nunca existiu tal cerimônia. No filme, John Nash diz em 1994: "Tenho tomado novos medicamentos", mas na verdade, ele não tomava nenhum medicamento desde 1970, algo destacado na biografia de Sylvia Nasar. Mais tarde, Howard explicou que eles inventaram essa fala porque senão o filme poderia ser criticado por sugerir que todos os esquizofrênicos podem dispensar os remédios.[carece de fontes?] Além disso, Nash nunca fez discurso de agradecimento na cerimônia do Prêmio Nobel.

## Principais prêmios e indicações
| Prêmio             | Categoria                          | Recipiente                     | Resultado |
| ------------------ | ---------------------------------- | ------------------------------ | --------- |
| Oscar 2002         | Melhor filme                       | Brian Grazer, Ron Howard       | Venceu    |
| Oscar 2002         | Melhor roteiro adaptado            | Akiva Goldsman                 | Venceu    |
| Oscar 2002         | Melhor direção                     | Ron Howard                     | Venceu    |
| Oscar 2002         | Melhor atriz coadjuvante           | Jennifer Connelly              | Venceu    |
| Oscar 2002         | melhor ator                        | Russell Crowe                  | Indicado  |
| Oscar 2002         | Melhor trilha sonora original      | James Horner                   | Indicado  |
| Oscar 2002         | Melhor edição                      | Mike Hill, Daniel P. Hanley    | Indicado  |
| Oscar 2002         | Melhor maquiagem                   | Greg Cannom, Colleen Callaghan | Indicado  |
| BAFTA 2002         | Melhor filme                       | Brian Grazer, Ron Howard       | Indicado  |
| BAFTA 2002         | Melhor ator                        | Russell Crowe                  | Venceu    |
| BAFTA 2002         | Melhor atriz coadjuvante           | Jennifer Connelly              | Venceu    |
| BAFTA 2002         | Melhor direção (Prêmio David Lean) | Ron Howard                     | Venceu    |
| BAFTA 2002         | Melhor roteiro adaptado            | Akiva Goldsman                 | Indicado  |
| Globo de Ouro 2002 | Melhor filme - drama               | Brian Grazer, Ron Howard       | Venceu    |
| Globo de Ouro 2002 | Melhor ator - drama                | Russell Crowe                  | Venceu    |
| Globo de Ouro 2002 | Melhor atriz coadjuvante           | Jennifer Connelly              | Venceu    |
| Globo de Ouro 2002 | Melhor roteiro                     | Akiva Goldsman                 | Venceu    |
| Globo de Ouro 2002 | Melhor direção                     | Ron Howard                     | Indicado  |
| Globo de Ouro 2002 | Melhor trilha sonora               | James Horner                   | Indicado  |